# Cuộc tình
Cuộc tình là tên một cuốn tiểu thuyết của nhà văn Giả Bình Ao. Nguyên tác của truyện là "Báo cáo bệnh tướng". Sở dĩ tác giả coi là một "báo cáo" vì câu truyện đẹp và đầy bi kịch này diễn ra trong một xã hội, một thời đại có rất nhiều các căn bệnh khác nhau, do đó ông thấy cần phải "báo cáo" lại.
Cuốn tiểu thuyết miêu tả trọn vẹn cuộc đời của một con người với phương pháp viết truyện là những chương tự thuật xen kẽ của tám con người khác nhau. Bằng cách này, tác giả đã miêu tả đầy đủ tâm lý nhân vật, những tình cảm của các nhân vật phụ đối với hai nhân vật chính và cuộc tình của họ nên cuốn tiểu thuyết có sức truyền tải mạnh mẽ mà không đơn điệu. Với những đoạn tự thuật của từng cá nhân, tác giả đã khắc họa rõ nét câu chuyện tình của hai nhân vật chính là Hồ Phương và Giang Lam. Truyện được viết không theo trình tự tuyến tính của thời gian và cấu trúc của truyện khá đặc biệt, cấu trúc này cũng được bắt gặp trong truyện Thiếu nữ đánh cờ vây của Shan Sa.

## Giới thiệu nhân vật
- Hồ Phương: là nhân vật nam chính, xuất thân trong một gia đình giàu có ở thị trấn Kinh Tử Quan - phía nam Thiểm Tây. Thời trẻ anh tham gia cách mạng và trở thành một diễn viên văn công. Tuy nhiên, anh cũng đã từng trải qua nhiều trận đánh, bị quân đội Trung Quốc Quốc dân Đảng bắt làm tù binh, tuy nhiên sau đó chạy thoát được, song lúc đó do bị hiểu nhầm, đã để lại một vết bẩn trên lý lịch. Ít lâu sau anh bị bắt giam, đưa sang tỉnh Thanh Hải cải tạo lao động. Trong thời kỳ Đặng Tiểu Bình cầm quyền, được sửa sai, rồi chuyển về nội địa, được phân công làm việc tại Viện Khoa học xã hội Tây An.
- Giang Lam: là nhân vật nữ chính, xuất thân ở ngoại ô Diên An, Thiểm Bắc, là diễn viên đoàn văn công. Trong thời gian ở đoàn văn công, cô có quan hệ tình cảm với Hồ Phương. Sau khi Hồ Phương sang Đại đội du kích ở Thiểm Nam và nhận tin Hồ Phương hy sinh, cô kết hôn với người đồng đội là Hàn Văn.
- Diệp Tố Cần: là người Tứ Xuyên, kết hôn với Hồ Phương, sau đó được cử sang Tây An cùng chồng, làm công việc hành chính.
- Đông Mai: con gái của Hồ Phương, kết quả của cuộc hôn nhân với một con gái nhà nông sở tại sau khi Hồ Phương bị bắt làm tù binh.
- Hàn Văn: Người Thẩm Dương - Đông Bắc. Lúc ở Diên An anh làm cùng đoàn văn công với Giang Lam và sau đó kết hôn với cô.
- Hồ Hợi: Con của Hồ Phương với Diệp Tố Cần, nhà thơ phe tiền vệ.
- Cảnh Xuyên: người huyện Tam Nguyên - Thiểm Tây, từng làm việc chung với Hồ Phương, là một người bạn thân thiết lâu năm của Hồ Phương.
- Tử Lâm: người thành phố Tây An, nghệ sĩ quan niệm - bạn vong niên của Hồ Phương.

## Tóm tắt nội dung
Đoạn đầu truyện khá dài và viết về chuyện Hồ Phương và Giang Lam đã gặp và yêu nhau như thế nào trong khi đang sinh hoạt tại đoàn văn công ở Diên An. Hàn Văn khi đó là một đồng đội và là bạn thân của hai người. Anh thường xuyên giúp và tạo điều kiện cho 2 người có thời gian riêng tư với nhau. Hai người đều coi trọng đêm động phòng hoa chúc nên đã giữ vững đường cảnh giới. Do Hồ Phương có năng khiếu vẽ tranh chân dung nên anh được cử để vẽ chân dung nhà lãnh đạo. Nhưng do thời cuộc, "thay quân đổi tướng" nên anh đã bị rắc rối bởi chính nét vẽ của mình nên bị thuyên chuyển công tác đi chiến đấu ở một chiến trường khác, ở Thiểm Nam. Vào hôm chia tay cuối cùng, chính Hàn Văn đã canh chừng cho 2 người được bên nhau và đó cũng là lần duy nhất trong đời họ trao cho nhau tất cả. Hồ Phương đã giữ chiếc khăn mùi soa thấm máu đó. Sau một thời gian thì mọi người nhận được tin anh đã hy sinh và Giang Lam kết hôn với Hàn Văn.
Sau này, anh đã biết tin Giang Lam lấy chồng, đang sống Bắc Kinh. Sau đó anh cũng đã kết hôn với người vợ tên là Diệp Tố Cần, nhưng hai người sống không hạnh phúc vì đám cưới này là do sự sắp xếp của tổ chức. Gia đình của họ sống ở Tây An. Hôm đi đăng ký kết hôn đã có một chuyện xảy ra làm họ cãi nhau và ngay trong những năm mà mối quan hệ của họ còn tốt, Hồ Phương thường xuyên thủ dâm ngay cả khi có vợ ngủ bên cạnh. Việc này làm cho Diệp Tố Cần rất bực mình vì đoán là do anh đang nghĩ tới người con gái khác.
Hồ Phương đã tìm được tung tích của Giang Lam sau một lần xem bộ phim "Bão táp" mà vai nữ chính là do cô đóng. Ông đã gửi thư cho diễn viên này và hai người nhận ra nhau và bắt đầu thư từ trao đổi từ đó. Có một lần Hồ Hợi (khi này đã lớn và đã có con rồi) là con của Hồ Phương đến gặp Hàn Văn, khi đó đã là chồng của Giang Lam, được nghe ông kể là mỗi lần gần nhau, Giang Lam toàn gọi tên Hồ Phương, do đó họ đã cãi nhau liên tục trong cuộc sống chung. Giang Lam còn đặt tên một con chó nuôi trong nhà là Hồ Tử, đó chính là hài âm của chữ Hồ Phương.
Một hôm, sau khi đã liên lạc được với nhau bằng rất nhiều lá thư sau quãng thời gian xa cách, ông đã đến Bắc Kinh để gặp Giang Lam. Lúc này, tuy cả hai người đã lớn tuổi và có con, họ hẹn gặp nhau ở Quảng trường Thiên An Môn. Tại nơi này, họ đã mua kẹo, chơi bập bênh, nói chuyện, v.v. và làm nhiều việc khác như là một đôi thanh niên đang yêu. Không hề có khái niệm gì về tuổi già tồn tại trong tâm trí họ lúc đó. Họ đi bộ bên nhau rất nhiều vòng quanh quảng trường cho đến sáng ngày hôm sau.
Hồ Phương sau này còn gặp rất nhiều rắc rối và bị đi cải tạo lao động. Ở nơi này chỉ có ba người là anh, Cảnh Xuyên và một ông già nữa tên là Vương Hữu Tài. Ông già này bị đi cải tạo do đã từng ăn thịt người chết trong lúc đói kém. Ngoài 3 người thì chó là con vật duy nhất khác ở đây, được Hồ Phương rất yêu quý. Một lần, Cảnh Xuyên nhìn thấy Hồ Phương đang khâu một vết thương lớn ở đùi con chó và Cảnh Xuyên không biết con chó làm sao lại đến nông nỗi này. Vết thương sau đó cũng liền và con chó đã có thể chạy chơi với những con chó chăn cừu khác. Một lần, con chó đi chơi không thấy về, Hồ Phương ốm mất cả tháng, người suy sụp và hốc hác. May sao, sau 1 tháng thì con chó quay về, ông đã chăm sóc nó béo tốt lên. Đây cũng là thời gian ông được sửa sai và sắp trở về với gia đình mình. Vào một ngày gần đến thời hạn đó thì Cảnh Xuyên được Hồ Phương nhờ giữ hộ con chó. Đến hôm nay ông mới biết việc tại sao con chó đã bị thương. Đó là do đợt trước, khi Diệp Tố Cần đến thăm ông, Hồ Phương đã rạch đùi con chó ra để giấu chiếc nhẫn mà Giang Lam tặng đợt đi Bắc Kinh, để vợ ông không nhìn thấy. Giờ đây, khi sắp được trở về nhà, ông lại lấy chiếc nhẫn đó ra và tự rạch đùi mình, giấu nhẫn vào trong đó, rồi khâu lại. Chiếc nhẫn đã làm cho đùi ông sưng to như một cái u và mặc dù nhiều phen bị sốt bởi nó nhưng ông vẫn nhất quyết giấu bí mật này và không chịu đến gặp bác sĩ để chạy chữa.
Còn Cảnh Xuyên, khi đã có tuổi mà vẫn chưa có vợ, được người quen giới thiệu cho một người đàn bà có chồng giờ chỉ còn sống dạng thực vật. Điều kiện của chị là sau khi lấy nhau vẫn phải chăm lo cho chồng trước, còn anh thì rất cẩn thận, muốn điều tra tình hình về các mặt của người đàn bà này. Cảnh Xuyên đã nhờ Tử Lâm đảm nhiệm vấn đề đó. Trong hôm điều tra đầu tiên, anh đã phát hiện ra rằng chị đang làm một việc của gái làng chơi, dẫn một ông khách về nhà và anh rất tức giận thay cho bạn. Nhưng sau khi ông khách đó đi, chứng kiến cảnh chị chăm sóc chồng từng tí một và cảnh chị cõng chồng đi lên đi xuống gác nhiều lần để kỷ niệm ngày sinh nhật cho chồng, cho anh được thay đổi không khí để có thể sống khỏe hơn, Tử Lâm đã khuyến khích Cảnh Xuyên lấy người đàn bà đó. Đó thật sự sẽ là một người vợ tốt vì chồng đã là người thực vật từ 5 năm nay rồi mà trên người không có một tí vết lở loét nào cả. Cuối cùng Cảnh Xuyên sau nhiều lần lui tới tìm hiểu đã chấp nhận cưới người đàn bà này.
Sau lần đi cải tạo về, cuộc sống của Hồ Phương vẫn chưa bình an, ông lại còn bị tra tấn, đánh đập, hành hạ nhiều lần vì tội vẽ tranh chân dung Tưởng Giới Thạch đợt trước. Sau này, khi đã được sửa sai thì ông đã già và được về viện dưỡng lão. Khi về đây, ông và Giang Lam lại nối liên lạc và thư từ cho nhau. Lúc này ông rất ngại gặp trực tiếp Giang Lam do chân bị đi khập khiễng vì một bên đùi bị đau (do chiếc nhẫn ở trong) và điều cốt yếu là đã già. Ông nhờ người bạn là Cảnh Xuyên đến gặp Giang Lam giúp và cắt một chỏm tóc, cho vào lọ để chuyển cho cô. Chỏm tóc đó có 13 sợi, 10 sợi bạc và 3 sợi đen.
Sau này, con của Giang Lam còn có một số thử thách với ông để xác định tình cảm thật sự của ông với Giang Lam tại thời điểm cả hai người đã già. Nhưng Hồ Phương đã thực hiện những việc đó một cách hoàn toàn tự nguyện và như một người thanh niên đang yêu, ông có thể đi đến nhà Giang Lam buổi tối sau một cuộc họp căng thẳng với một quãng đường rất xa, khoảng 30 dặm trong thời tiết mưa bão và không có xe ngay khi nghe xong lời yêu cầu gặp mặt của bà...
Tử Lâm và Cảnh Xuyên đã bố trí cho Hồ Phương và Giang Lam có một buổi tối bên nhau sau gần mấy chục năm xa cách. Lúc này thì cả hai người đã già, Cảnh Xuyên rất tâm lý, thông cảm với bạn và đưa cho Hồ Phương viên thuốc cường dương nhưng không ngờ Hồ Phương có tiền sử bệnh huyết áp cao. Tối đó sau khi uống thuốc thì ông bị sốc và chết trên đường đi cấp cứu.
Khi xác của Hồ Phương bị thiêu xong và đưa ra ngoài lò hỏa táng, mọi người thấy có một chiếc nhẫn vàng rơi lẫn trong đống bột xương. Diệp Tố Cần nhận ra đây chính là chiếc nhẫn mà hồi xưa Hồ Phương sau một lần cãi nhau đã nuốt vào trong bụng, tưởng uống dầu cải đã cho ra rồi mà hóa ra vẫn còn trong bụng của anh. Chiếc nhẫn này lại được cất vào cũng hộp tro của Hồ Phương và như vậy là bí mật của anh mãi mãi được giữ kín ở trần gian. Con chó của Giang Lam là Hồ Tử cũng chết sau ông một ngày. Vì Diệp Tố Cần cấm Giang Lam không được đến viếng Hồ Phương, bà đã gửi Hồ Tử cho Cảnh Xuyên để nó đi hộ và Hồ Tử đã nằm bên cạnh áo quan của Hồ Phương và giống anh, nó mãi mãi không đứng dậy nữa.

## Ý nghĩa của truyện
Truyện có ý nghĩa như chính bản thân nhân vật Hồ Phương đã tự sự: "...Bây giờ tôi mới biết con người phải cần đến tình yêu, cái cần đến không phải là sự hoan lạc trên giường mà là một loại hưởng thụ tưởng tượng, nó thật sự là một bao lương khô để ăn trên con đường du lịch của một đời người..."
Tình yêu của Hồ Phương và Giang Lam đã giúp anh chống chọi với mọi khó khăn trong đời người mà anh đã trải qua như trong chiến tranh, trong lần đi cải tạo, trong các lần bị tra tấn, đánh đập vì bị nghi là phản động, trong tù, trong những lần ốm thập tử nhất sinh... và kể cả trong khi đã có cuộc sống với người đàn bà khác (do bị gán ghép). Những lần như vậy, anh toàn gọi tên cô và như có thêm được sức mạnh để vượt qua nỗi đau thể xác.